# Um Brinde Ao Fim do Mundo
Um Brinde Ao Fim do Mundo é o primeiro álbum de estúdio da banda brasileira de metal Bogotah. 
O primeiro álbum da Bogotah trata-se de uma obra conceitual onde as 10 músicas contam a mesma história . O CD traz a história de uma pessoa que se arrepende de trabalhar e acreditar em um governo totalitário e junta-se aos insurgentes para buscar a liberdade do seu povo. Entre temas pessoais, filosóficos e políticos, o álbum faz reflexões sobre a situação do Brasil e de atitudes da população brasileira no dia a dia. A narrativa é um marco de mudança apresentando um pouco das angústias presentes em cidadãos como um todo, seja num contexto global ou num contexto pessoal. Agrega-se ao conceito, uma coleção de riffs e passagens pesadas inspiradas em bandas de rock e metal do século passado bem como características contemporâneas.

## Recepção
| Críticas profissionais  | Críticas profissionais |
| Avaliações da crítica   | Avaliações da crítica  |
| Fonte                   | Avaliação              |
| ----------------------- | ---------------------- |
| RockOnBoard             | [ 3 ]                  |
| Global Metal Apocalypse | [ 4 ]                  |

Bruno Eduardo, do site RockOnBoard, apontou o álbum como "uma pedrada íntegra e muito bem resolvida, que no fim das contas soa como uma resposta em alto nível para quem duvida da força do metal nacional" . Segundo André Luiz Coutinho, do jornal O Fluminense, o álbum destaca-se por apresentar faixas cantadas em português e bem acompanhadas pelos instrumentos . Para o blog inglês Global Metal Apocalypse, o álbum satisfaz a maioria dos admiradores do gênero "pois é feroz, rítmico e obviamente, groove. Liricamente ele fala sobre problemas sociais e políticos, assim, embora as ideias podem ressoar com Thrash Metal (e alguns elementos deste estão presentes na música), o núcleo reside no Groove Metal" . Na resenha feita pelo site Metal PhD, "este é um excelente álbum de estreia para uma banda que começou a pouco, mas que demonstra muita personalidade e vontade, sem medo de se entregar e que possuem um grande caminho a conquistar". O single "Eu Sou O Caos" também foi destaque no site NewMetalDiscs  em março de 2017 e eleito um dos melhores discos de bandas independentes do ano pelo programa de webrádio AR News .
O álbum de estreia também foi destaque em coletâneas internacionais, como na coletânea da revista portuguesa Ultraje[carece de fontes?] e para o site argentino El Bunker Del Metal .

## Faixas
Todas as letras escritas por Renan de França Souza, todas as músicas compostas por Davi Hermsdorff, Igor Figueiredo, Renan de França Souza e Rodrigo Cunha, exceto onde especificado.
| N.º            | Título                                        | Duração |  |
| 1.             | "Liberto O Monstro (Bogotah / Renan Carriço)" | 4:19    |  |
| 2.             | "Em Nome da Paz"                              | 4:39    |  |
| 3.             | "Eu Sou O Caos"                               | 3:27    |  |
| 4.             | "Sob As Ruínas"                               | 4:47    |  |
| 5.             | "Um Brinde Ao Fim do Mundo"                   | 5:38    |  |
| 6.             | "Redenção"                                    | 4:32    |  |
| 7.             | "Lutar Por Acreditar"                         | 5:14    |  |
| 8.             | "Nós Somos A Revolução"                       | 3:41    |  |
| 9.             | "Liberdade"                                   | 4:10    |  |
| 10.            | "Heróis e Apocalipses Pessoais"               | 4:41    |  |
| Duração total: | Duração total:                                | 45:03   |  |

## Videografia
Um vídeo foi lançado para a faixa "Eu Sou O Caos" em 9 de novembro de 2016. Este foi o primeiro clipe profissional da banda e a primeira peça de divulgação massiva do álbum. Um segundo vídeo, para a faixa "Liberdade", foi lançado no dia 11 de julho de 2017.

## Créditos

### Banda
- Renan Lynx – Vocal
- Igor Figueiredo – Guitarra
- Rodrigo Cunha – Baixo
- Davi Hermsdorff – Bateria

### Produção
- Matt Nunes – Produtor